# 化粧療法医学
化粧療法医学（けしょうりょうほういがく、cosmetic medicine）とは、化粧療法を病気の予防および治療によって健康を維持および回復することを目的とした学問をいう。
ここでいう化粧療法とは、一般財団法人日本化粧療法医学会が定義したものを指す。
「美容師でなければ、美容を業としてはならない。」（美容師法第六条　無免許営業の禁止）実際、人に化粧を施すには業務独占資格（国家資格）である美容師免許が必要となる。美容師法（昭和32年法律第163号）「美容師は「美容を業とする者」をいい、美容師法に基づき厚生労働大臣の免許を得なければならない。美容師の免許を持たないものは美容を業として行うことはできない。なお、業とは反復継続の意思をもって行うことで、有料・無料は問わない。」厚生労働省、地域の保健所（保健センター）が所管である。無免許で美容を業としたものは、行政指導や罰金等の対象となる。
薬機法2条3項 - この法律で「化粧品」とは、人の身体を清潔にし、美化し、魅力を増し、容貌を変え、又は皮膚若しくは毛髪を健やかに保つために、身体に塗擦、散布その他これらに類似する方法で使用されることが目的とされている物で、人体に対する作用が緩和なものをいう。ただし、これらの使用目的のほかに、第一項第二号又は第三号に規定する用途に使用されることも併せて目的とされている物及び医薬部外品を除く。